# Clodoald
Clodoald, eller Cloud, född omkring 522, död omkring 560, var son till kung Chlodomer och av den merovingska kungaätten. Han vördas som helgonet Saint Cloud i Romersk-katolska kyrkan, och firas traditionellt den 7 september.

## Biografi
Clodoald växte upp i Paris hos sin farmor Clotilda. Han var en av tre bröder, och var på grund av sin kungliga börd utsatt för attentat av sin farbror Chlothar I, som själv ville gripa makten. Clodoalds två bröder, Theodoald och Gunther, dödades av Chlothar när de var nio respektive tio år gamla. Clodoald överlevde genom att fly till Provence.
Efter att ha avsagt sig alla anspråk på tronen, levde Clodoald som eremit och som lärjunge till Severinus av Noricum. Han uppsöktes av många människor som sökte vägledning och helande, och begav sig så småningom till Paris. På folkets begäran vigdes han till präst av biskop Eusebios av Paris år 551, och tjänade därefter kyrkan ett tag.
I närheten av Nogent-sur-Seine i Paris grundade han en plats där en kyrka upprests och som är uppkallad efter honom, Saint-Cloud. Där förvaras hans reliker. Även det omgivande samhället bär detta namn. En stad i Minnesota är uppkallad till hans åminnelse, St. Cloud, dit i stadens St. Mary's Cathedral en del av hans reliker flyttats.
Clodoalds festdag firas traditionellt den 7 september.